# Porte de Pantin
La porte de Pantin est, aujourd'hui, une très importante porte de Paris, en France, située dans le quartier de la Villette dans le 19e arrondissement de la capitale. Elle constitue l'accès principal à la ville de Pantin depuis Paris.

## Situation et accès
La porte de Pantin correspond à la zone de l'est du 19e arrondissement située au croisement du boulevard Sérurier et de l'avenue Jean-Jaurès. Elle se trouve à 1500 m au sud de la porte de la Villette et 300 m au nord de la porte Chaumont.
D'un point de vue routier, la porte de Pantin est desservie par le boulevard Sérurier, l’un des boulevards des Maréchaux, l’avenue Jean-Jaurès et le boulevard d'Indochine à Paris, l’avenue Jean-Lolive à Pantin. Elle est l’un des accès majeurs au boulevard périphérique et constitue le point de départ de la RN 3 et de la RD 115 (dite « route des Petits Ponts »).
La porte de Pantin est desservie, en transports en commun, par la ligne de métro 5 à la station Porte de Pantin et par la ligne 3b du tramway d'Île-de-France.

## Origine du nom
Elle porte ce nom car elle s'ouvre sur la commune de Pantin.

## Historique

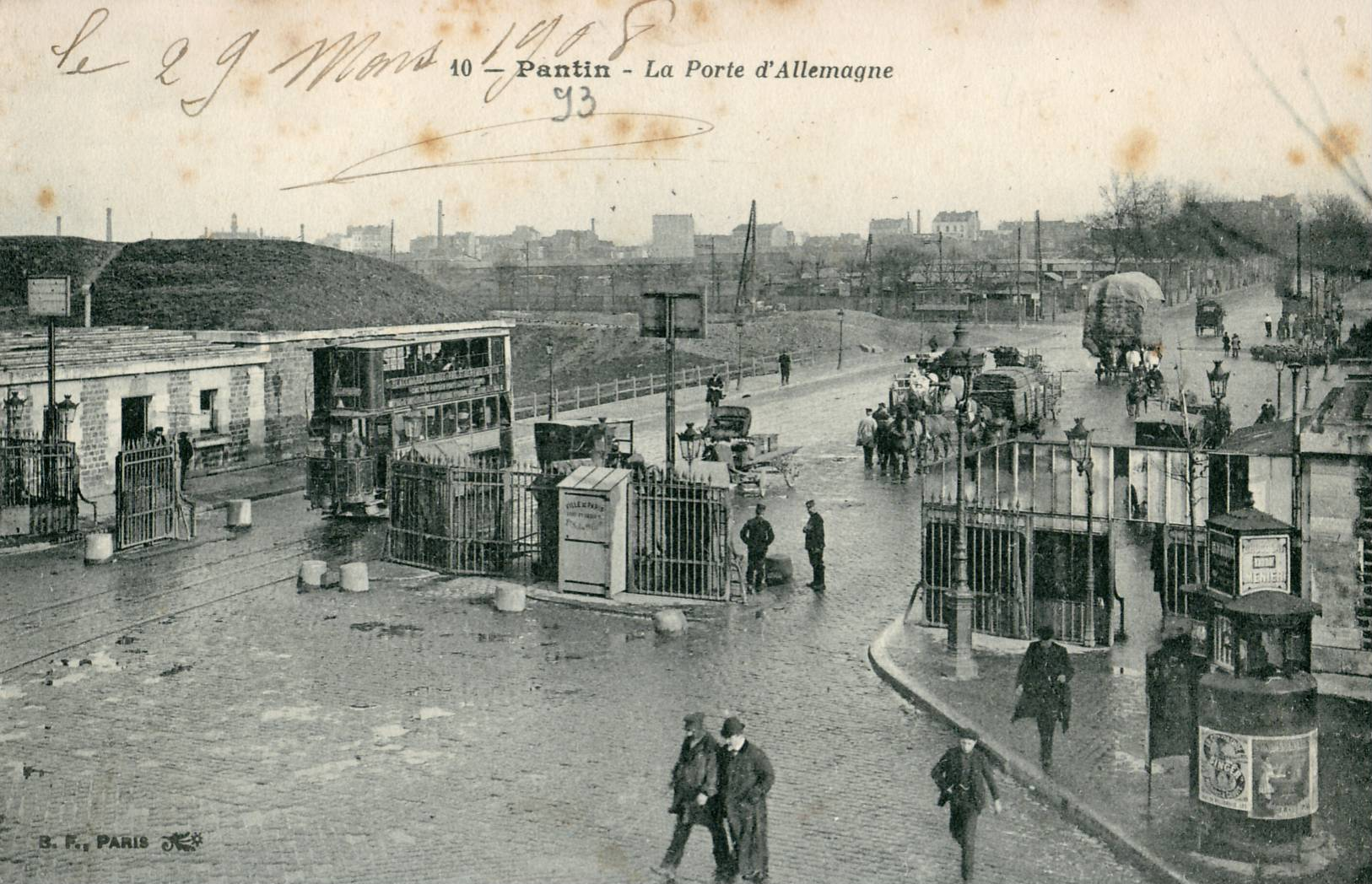
La Porte de Pantin, au temps des Fortifs' et des tramways

La porte de Pantin était l'une des 17 portes percées dans l'enceinte de Thiers au milieu du XIXe siècle pour protéger Paris. À cette époque elle s'appelait Porte d'Allemagne avant d'être renommée porte de Pantin au début de la Première Guerre mondiale.
Le 15 juillet 1918, durant la première Guerre mondiale, un obus lancé par la Grosse Bertha explose entre la porte de Pantin et le canal de l'Ourcq.
Cette enceinte, détruite après la Première Guerre mondiale, bénéficiait d'un espace inconstructible, la Zone, qui a été urbanisé dans l'Entre-deux-guerres, notamment par la construction des HBM de la Ville de Paris.

## Équipements
C'est dans cette zone extrêmement restructurée depuis les années 1980 que se trouvent également un accès au Parc de la Villette et plus particulièrement à la Grande Halle de la Villette, au Conservatoire de musique de Paris, à la Philharmonie de Paris, à la Cité de la musique, et au Théâtre Paris-Villette.

## Projet
En 2028, elle sera desservie par la ligne 3 du T Zen dont elle sera le terminus ouest,.